# مقاطعة محاس
مقاطعة محاس (بالصومالية: Maxaas)‏ هي إحدى مقاطعات محافظة هيران بوسط الصومال، تقع شرق محافظة هيران، وتحدها مقاطعات عيل بور، وآدم يبال، ومتبان، وجوري عيل، وبلدوين.